# Edmund Chvalovský
Edmund Chvalovský (26. července 1839 Praha (areál svatoanežského kláštera ) – 1. října 1934 Soběslav) byl český herec, divadelní a operní režisér (zejména Národního divadla v Praze).

## Život
Vystudoval v Praze akademické gymnázium, poté vyšší reálku a techniku, zajímal se o vědu (fyzika, astronomie) i umění (divadlo, dějiny umění, hudbu, kreslení). Když bylo roku 1862 jako výraz dlouhodobých snah o samostatné stálé české divadlo otevřeno Prozatímní divadlo, začal zde Chvalovský profesionální dráhu herce. Jednu sezónu (1865–1866) vedl jako umělecký ředitel a režisér  novou Švandovu divadelní společnost v Plzni. V roce 1873 se v Prozatímním divadle stal samostatným režisérem opery a po připojení k Národnímu divadlu v roce 1881 tam přešel i s hereckým souborem  a stal se na dvacet let režisérem, zejména Smetanových oper. Svou snahou o scénický realismus a novými metodami významně ovlivnil inscenační styl. Zasáhl i do jevištního výtvarnictví – navrhoval si kostýmy i dekorace ke svým režiím. Národní muzeum a Muzeum Bedřicha Smetany v Praze  vlastní několik Chvalovského režijních knih.
Vyučoval deklamaci, mimiku a dějiny umění na operní škole Prozatímního divadla (1873) a v letech 1892–1894 na Dramatické škole ND .

## Mistrova Soběslav

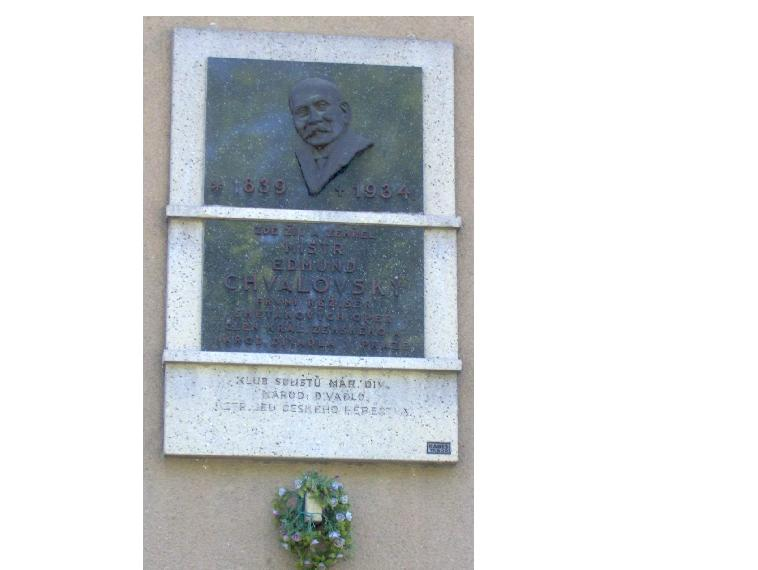
Pamětní deska Edmunda Chvalovského (1839–1934) v Soběslavi, čp. 345

Odpočinek trávil režisér Chvalovský od svých 67 let v Soběslavi (1906–1934) a většinu z těchto let věnoval místnímu divadelnímu dění, které zde má hluboké kořeny (od roku 1828). Ve městě v bývalé Rožmberské škole bylo od roku 1888 nové velké jeviště a aktivní dramatický odbor Sokol a získal v roce 1906 silnou podporu v osobě Chvalovského; následovala jeho plodná spolupráce umělecké praxe s mladým nadšením; vychoval dvě generace herců; byl ochráncem a pomocníkem spolku, propůjčil mu své jméno; měl zásluhu na vybudování moderního jeviště – a na něm při otevíracím představení Lucerny v roce 1930 svoji cennou třiadvacetiletou práci s místním divadlem ukončil.
Mistr Chvalovský je pochován na místním hřbitově a na domě čp. 345 je pamětní deska s textem: 1839–1934 ZDE ŽIL A ZEMŘEL MISTR EDMUND CHVALOVSKÝ PRVNÍ REŽISÉR SMETANOVÝCH OPER, ČLEN KRÁL. ZEMSKÉHO A NÁROD. DIVADLA V PRAZE – KLUB SÓLISTŮ NÁR. DIV. – NÁROD. DIVADLO – ÚSTŘ. ŘED. ČESKÉHO HERECTVA.
Je po něm pojmenována ulice v Soběslavi.